# Stazione di Rifornitore
La stazione di Rifornitore, negli orari indicata anche come Rifornitore Cantoniera 10, fu una fermata ferroviaria posta nel territorio comunale di Calangianus, lungo la ferrovia Monti-Tempio.

## Storia
Il primo edificio della futura fermata fu costruito negli anni ottanta dell'Ottocento per l'impiego come casa cantoniera, la numero dieci della Monti-Tempio, ed iniziò a essere impiegata con l'attivazione della ferrovia tra Monti e Tempio Pausania, datata 15 febbraio 1888.
La Strade Ferrate Secondarie della Sardegna, primo concessionario della linea, decise negli anni successivi di istituire in quest'area uno scalo per consentire il rifornimento idrico delle locomotive a vapore impiegate sulla linea, che aveva il suo culmine nella zona: dinanzi alla cantoniera dieci furono quindi effettuati dei lavori di potenziamento infrastrutturale che portarono all'istituzione della fermata di Rifornitore (identificata anche come Rifornitore Cantoniera 10), abilitata al servizio viaggiatori e merci e che risultava operativa nel 1893.
Passata alla gestione della Ferrovie Complementari della Sardegna nel 1921 e in seguito a quella della Strade Ferrate Sarde nel 1941, la fermata fu attiva sino al 20 luglio 1958, data di cessazione del servizio ferroviario tra Monti e Luras. Lo scalo fu successivamente disarmato e abbandonato.

## Strutture e impianti
Lo scalo era posto in un'area isolata nei colli a sud-est di Calangianus e l'infrastruttura ferroviaria in esso presente è stata integralmente smantellata dopo la sua dismissione. Configurata come fermata in linea, la struttura comprendeva due binari a scartamento da 950 mm, il secondo dei quali era un tronchino di rimessaggio che affiancava un piano di carico per il bestiame. Una seconda struttura per il trasbordo delle merci, dotata di tettoia, era posta invece lungo il binario di corsa, servito anche da un rifornitore idrico del tipo a cisterna su basamento in muratura, di cui permangono i resti in loco.
L'edificio principale della fermata era l'ex casa cantoniera numero dieci, una costruzione a pianta pressoché quadrata esteso su due piani ridotto oggi a rudere.

## Movimento
Negli anni di attività ferroviaria lo scalo fu servito dalle relazioni passeggeri e merci delle concessionarie che si sono succedute nella gestione della Monti-Tempio. In particolare la presenza di un piano di carico per il bestiame permetteva di movimentare gli animali da e verso le campagne limitrofe.